# Algona (Washington)
Algona ist eine Stadt (City) im King County im US-Bundesstaat Washington. Sie liegt in der Metropolregion Seattle, umgeben von den Vorstädten Auburn im Norden und Osten, Pacific im Süden und gemeindefreiem Gebiet des King County im Westen. Zum United States Census 2020 hatte Algona 3290 Einwohner.
Wegen der engen Nachbarschaft von Algona zur Stadt Pacific werden die beiden Gemeinden gemeinsam als Algona-Pacific oder Algona/Pacific bezeichnet.

## Geschichte
Die Gemeinde wurde ursprünglich Algoma genannt (ein Schreibfehler in den Berichten der Postbehörde, welcher niemals korrigiert wurde).
Algona wurde am 22. August 1955 offiziell anerkannt.

## Geographie
Nach dem United States Census Bureau nimmt die Stadt eine Gesamtfläche von 3,34 km² ein, worunter keine Wasserflächen sind.

## Demographie
Ein Musterhaus wurde 1981 in Algona gebaut, zur selben Zeit wie das Musterhaus für Washington.

### Census 2000
Nach der Volkszählung von 2000 gab es in Algona 2.460 Einwohner, 845 Haushalte und 643 Familien. Die Bevölkerungsdichte betrug 703,6 pro km². Es gab 878 Wohneinheiten bei einer mittleren Dichte von 251,1 pro km².
Die Bevölkerung bestand zu 84,8 % aus Weißen, zu 1,67 % aus Afroamerikanern, zu 1,87 % aus Indianern, zu 5,93 % aus Asiaten, zu 0,12 % aus Pazifik-Insulanern, zu 2,28 % aus anderen „Rassen“ und zu 3,33 % aus zwei oder mehr „Rassen“. Hispanics oder Latinos „jeglicher Rasse“ bildeten 5,98 % der Bevölkerung.
Von den 845 Haushalten beherbergten 43,3 % Kinder unter 18 Jahren, 56,4 % wurden von zusammen lebenden verheirateten Paaren, 11,7 % von alleinerziehenden Müttern geführt; 23,8 % waren Nicht-Familien. 18,6 % der Haushalte waren Singles und 3,8 % waren alleinstehende über 65-jährige Personen. Die durchschnittliche Haushaltsgröße betrug 2,91 und die durchschnittliche Familiengröße 3,29 Personen.
Der Median des Alters in der Stadt betrug 34 Jahre. 30,7 % der Einwohner waren unter 18, 6,8 % zwischen 18 und 24, 36,6 % zwischen 25 und 44, 19,6 % zwischen 45 und 64 und 6,3 % 65 Jahre oder älter. Auf 100 Frauen kamen 107,6 Männer, bei den über 18-Jährigen waren es 104,8 Männer auf 100 Frauen.
Alle Angaben zum mittleren Einkommen beziehen sich auf den Median. Das mittlere Haushaltseinkommen betrug 50.833 US$, in den Familien waren es 52.462 US$. Männer hatten ein mittleres Einkommen von 40.450 US$ gegenüber 28.370 US$ bei Frauen. Das Pro-Kopf-Einkommen betrug 19.734 US$. Etwa 3,2 % der Familien und 4,5 % der Gesamtbevölkerung lebte unterhalb der Armutsgrenze; das betraf 3,7 % der unter 18-Jährigen und 10,4 % der über 65-Jährigen.

### Census 2010
Nach der Volkszählung von 2010 gab es in Algona 3.014 Einwohner, 953 Haushalte und 722 Familien. Die Bevölkerungsdichte betrug 902,1 pro km². Es gab 1.018 Wohneinheiten bei einer mittleren Dichte von 304,7 pro km².
Die Bevölkerung bestand zu 67,1 % aus Weißen, zu 3,3 % aus Afroamerikanern, zu 1,7 % aus Indianern, zu 11,7 % aus Asiaten, zu 2 % aus Pazifik-Insulanern, zu 7,5 % aus anderen „Rassen“ und zu 6,8 % aus zwei oder mehr „Rassen“. Hispanics oder Latinos „jeglicher Rasse“ bildeten 15,9 % der Bevölkerung.
Von den 953 Haushalten beherbergten 46,5 % Kinder unter 18 Jahren, 54,6 % wurden von zusammen lebenden verheirateten Paaren, 12,1 % von alleinerziehenden Müttern und 9,1 % von alleinstehenden Vätern geführt; 24,2 % waren Nicht-Familien. 17 % der Haushalte waren Singles und 3,8 % waren alleinstehende über 65-Jährige Personen. Die durchschnittliche Haushaltsgröße betrug 3,15 und die durchschnittliche Familiengröße 3,49 Personen.
Der Median des Alters in der Stadt betrug 33,1 Jahre. 28,4 % der Einwohner waren unter 18, 10,4 % zwischen 18 und 24, 27,2 % zwischen 25 und 44, 27,3 % zwischen 45 und 64 und 6,5 % 65 Jahre oder älter. Von den Einwohnern waren 50,8 % Männer und 49,2 % Frauen.

## Politik
Bei der Präsidentenwahl 2004 gab es in Algona drei Wahlkreise. Alle drei gaben dem Demokraten John Kerry die relative Stimmenmehrheit, obwohl es nur in einem (welcher die südliche Hälfte der Stadt umfasst) für ihn eine absolute Mehrheit gab. Der verbleibende Wahlkreis war jedoch hinreichend demokratisch, so dass Kerry eine insgesamt moderate Mehrheit sicher war. Die Ergebnisse der Präsidentenwahl 2004 waren die folgenden:
- John F. Kerry (Demokraten) – 509 (51,41 %)
- George W. Bush (Republikaner) – 458 (46,26 %)
- Ralph Nader (parteilos) – 15 (1,52 %)
- Sonstige – 8 (0,81 %)

## Events
Jedes Jahr veranstaltet Algona ein City-Lauf-Festival mit dem Namen „Algona Days“. Das Event umfasst eine Mischung von Lebensmittel-Verkäufern, ein Rasenmäher-Rennen, kleinere Rennen, Live-Musik und weitere Veranstaltungen.